# Малое Маринкино
Малое Маринкино — деревня в Александровском районе Владимирской области, входит в состав Андреевского сельского поселения.

## География
Деревня расположена в 13 км на юго-запад от центра поселения села Андреевское и в 14 км на юго-восток от Александрова. 

## История
В конце XIX — начале XX века деревня входила в состав Андреевской волости Александровского уезда. В 1859 году в деревне числилось 15 дворов, в 1905 году — 14 дворов, в 1926 году — 13 дворов.
С 1929 года деревня входила в состав Федяевского сельсовета Александровского района, с 1940 года — в составе Бакинского сельсовета, с 1948 года — в составе пригородной зоны города Александрова, с 1965 года — в составе Александровского района, с 1969 года — в составе Елькинского сельсовета, с 2005 года — в составе Андреевского сельского поселения. 

## Население
| 1859 | 1905 | 1926 | 2002 | 2010 | 2021 |
| ---- | ---- | ---- | ---- | ---- | ---- |
| 107  | ↘99  | ↘79  | ↘10  | ↘9   | ↗25  |